# Helena Frantová
Helena Frantová (* 28. listopadu 1928 Praha) je šperkařka, sochařka a uměleckoprůmyslová výtvarnice.

## Život
Narodila se 28. listopadu 1928 v Praze. V letech 1949-1954 studovala na Vysoké škole uměleckoprůmyslové v Praze v sochařském ateliéru prof. Bedřicha Stefana, a speciálním ateliéru pro zpracování kovů u doc. Josefa Nušla. Jako externí návrhářka šperků dlouhodobě spolupracovala s Ústředím uměleckých řemesel. V roce 1963 vystavovala šperky z netradičních materiálů na společné oborové výstavě v galerii Svazu československých architektů Na Příkopě nazvanou „Atelierová bižuterie". Roku 1968 se zúčastnila I. mezinárodního symposia Stříbrný šperk v Jablonci nad Nisou a získala 1. cenu v soutěži na mezinárodní výstavě bižuterie tamtéž.

## Dílo
Pro Ústředí uměleckých řemesel navrhovala výrazově střízivé šperky z drahých kovů a kamenů. Podle jejího návrhu v ÚLUV vznikla například v roce 1957 zlatá souprava spirálovitého tvaru zdobená granáty a brilianty, sestávající z náhrdelníku a prstenu. Helena Frantová je rovněž autorkou designu kónické stolní nebo nástěnné lampičky na trojúhlém stojanu, přezdívané "Číňan" (1953), která se vyráběla až do 70. let a stala ikonickým výrobkem modernistického designu. Kromě toho navrhovala i stolní nádoby, často cínové. Zkušenost s většími dutými formami pak často využila i při tvorbě šperků.
Ve svém vlastním ateliéru se zaměřila na dostupnější autorské šperky z barevných kovů s matovým nebo lesklým chromovaným povrchem, někdy kombinované se smaltem, určené pro denní nošení. Reagovala na potřeby současného odívání a kladla důraz na funkčnost, výtvarnou uměřenost a nositelnost. Její šperky využívají základní geometrické tvary čtverce a obdélníku jako základu pro závěsy a brože. Jejich pravidelnou součástí jsou mnohočetné závěsy z kroužků nebo řetězy z jemných oček, které do šperku vnášejí pohyb, neklid, střídání lesků nebo zvukovou kulisu chřestění.

### Zastoupení ve sbírkách
- Uměleckoprůmyslové muzeum v Praze
- Moravská galerie v Brně[9]
- Muzeum skla a bižuterie v Jablonci nad Nisou[10]

### Výstavy (výběr)

#### Autorské
- 1968 Helena Frantová: Šperky, Galerie Platýz[2]
- 1979 Helena Frantová: Šperky, Galerie Karolina, Praha
- 1981 Helena Frantová: Šperk, Galerie Karolina, Praha
- 1983 Helena Frantová: Šperk, Galerie Karolina, Praha
- 1986 Helena Frantová: Šperk, Galerie Karolina, Praha
- 1988 Helena Frantová: Šperk, Galerie Karolina, Praha

#### Kolektivní
- 1957 Výstava uměleckých řemesel, Dům U Hybernů, Praha
- 1957 Výstava stipendistů, Mánes, Praha
- 1961 Užité umění a průmyslové výtvarnictví, Uměleckoprůmyslové museum, Praha
- 1962 Výstava mladého užitého umění, Galerie mladých, Alšova síň Umělecké besedy, Praha
- 1963 Ateliérová bižuterie, Kabinet architektury, Praha
- 1965 Výtvarní umělci k výročí 20 let ČSSR, Dům U Hybernů, Praha
- 1966 Aktuální tendence v československém užitém umění a průmyslovém výtvarnictví, Obecní dům, Praha
- 1968 Stříbrný šperk 1968: Výstava výsledků I. mezinárodní symposium Jablonec nad Nisou, Galerie Václava Špály, Praha
- 1968 Kov a šperk, Galerie na Betlémském náměstí, Praha
- 1968 Jablonec 68: Mezinárodní výstava bižuterie, Výstaviště, Jablonec nad Nisou
- 1968 Stříbrný šperk 1968: Výstava výsledků I. mezinárodní symposium Jablonec nad Nisou, Muzeum skla a bižuterie v Jablonci nad Nisou
- 1969 50 let českého užitého umění a průmyslového výtvarnictví, Mánes, Praha
- 1969 50 Jahre der Tschechischen angewandten Kunst und industrial design, MAK - Österreichisches Museum für angewandte Kunst / Gegenwartskunst, Vídeň
- 1970 Zamiary i zapasy: 50 lat czeskiej sztuki stosowanej i plastyki przemysłowej, Muzeum Śląskie, Vratislav
- 1973 Bijuterii moderne din R.S. Cehoslovacă, Sala Ateneului Român (Ateneul Român), Bukurešť
- 1978 Soudobý československý šperk, Muzeum skla a bižuterie v Jablonci nad Nisou
- 1982/1983 Arte Aplicado Checoslovaco (Miniaturas de Vidrio, Ceramica, Textil y Joyas), Museo de Artes Decorativas, Havana, Museo de ambiente histórico cubano, Santiago de Cuba
- 1983 Súčasný československý umelecký šperk, Galéria Miloša Alexandra Bazovského v Trenčíne
- 1983 Český šperk 1963-1983, Středočeské muzeum, Roztoky
- 1985 Sto let českého užitého umění: České užité umění 1885-1985 ze sbírek Uměleckoprůmyslového muzea v Praze k stému výročí založení muzea, Uměleckoprůmyslové museum, Praha
- 1985 Současný československý email, Atrium na Žižkově - koncertní a výstavní síň, Praha
- 1987 Umění módy, Galerie Centrum, Praha
- 1990 Kov a šperk: Oborová výstava, Galerie Václava Špály, Praha
- 1996/1997 Užité umění 60. let, Uměleckoprůmyslové muzeum, Brno
- 2018 Jablonec ’68, Die Neue Sammlung: The International Design Museum Munich (Staatliches Museum für angewandte Kunst), Mnichov[11]
- 2018 Jablonec 68: Der Ost-West-Schmuckgipfel, Bröhan-Museum, Berlín[12]

### Katalogy
- Helena Frantová: Šperky, Dílo - podnik Českého fondu výtvarných umění 1979
- Helena Frantová: Šperky, Dílo - podnik Českého fondu výtvarných umění 1986
- Helena Frantová: Šperk, Dílo - podnik Českého fondu výtvarných umění 1988

### Diplomové práce
- Jana Maršíková, Šperk z netradičních materiálů, diplomová práce, Ped. F. UK, Praha 2008 on line
- Edita Krejčí, Netradiční šperk, diplomová práce, Ped. F. MUNI, Brno 2010 on line
- Olga Orságová, český granátový šperk ve 20. století, diplomová práce, KDU, FF UP Olomouc 2011on line

### Souborné publikace
- Angelika Nollert, Jablonec '68 (Erstes Gipfeltreffen der Schmuckkünstler aus Ost und West / The First Summit of Jewelry Artists from east and West), Arnoldsche 2018, ISBN 978-3-89790-519-1
- Antonín Dufek, Užité umění 60. let, Moravská galerie v Brně, 1996, ISBN 80-7027-053-5
- Alena Křížová, Proměny českého šperku na konci 20. století, Academia, Praha 2002, ISBN 80-200-0920-5
- Věra Vokáčová, Kov a šperk: Oborová výstava, Unie výtvarných umělců České republiky 1990
- Milena Lamarová, Umění módy, Dílo - podnik Českého fondu výtvarných umění, 1987
- Jan Rous a kol., Sto let českého užitého umění (České užité umění 1885-1985 ze sbírek Uměleckoprůmyslového muzea v Praze k stému výročí založení muzea), 1987
- Věra Vokáčová, Současný československý email, 1985
- Věra Vokáčová, Český šperk: 1963-1983, Středočeské muzeum Roztoky 1983
- Věra Vokáčová, Marián Kvasnička, Súčasný československý umelecký šperk, Galéria Miloša Alexandra Bazovského v Trenčíne 1983
- Dagmar Tučná, Jiří Bárta, Věra Vokáčová, Arte Aplicado Checoslovaco: Miniaturas de Vidrio, Ceramica, Textil y Joyas, 1982 (šp.)
- Věra Vokáčová, Současný šperk, Odeon, Praha 1979
- Věra Vokáčová, Dagmar Hejdová, Bijuterii moderne din R.S. Cehoslovacă, 1973 (rum.)
- Karel Hetteš, Jiří Šetlík, Zamiary i zapasy (50 lat czeskiej sztuki stosowanej i plastyki przemysłowej), 1970
- Karel Hetteš, 50 Jahre der Tschechischen angewandten Kunst und industrial design (Meilensteine der Entwicklung in den Jahren 1918 - 1968), 1969
- Karel Hetteš, 50 let českého užitého umění a průmyslového výtvarnictví (Mezníky vývoje v letech 1918-1968), 1969
- Věra Vokáčová, Kov a šperk, 1968
- Věra Vokáčová, Stříbrný šperk 1968 (Výstava výsledků I. mezinárodního symposia v Jablonci n. N.), 1968
- Karel Hetteš, Aktuální tendence českého umění / Tendances actuelles de l'art tchèque (Užité umění a průmyslové výtvarnictví / Art appliqué et dessin industriel), AICA, SČVU, 1966
- Naděžda Filaretovna Melniková Papoušková, Ateliérová bižuterie, ČFVU, Praha 1963